# Mezquita Verde (Bursa)
La Mezquita Verde (en turco: 'Yeşil Camii), también conocida como Mezquita de Mehmed I, forma parte de un complejo mayor (en turco: külliye) situado en la parte oriental de Bursa, Turquía, antigua capital otomana, antes de la caída de Constantinopla en 1453. El complejo consta de una mezquita, un mausoleo conocido como Mausoleo Verde, una madrasa, una cocina pública y un baño. El nombre de Mezquita Verde procede de la decoración interior de azulejos verdes y azules. La construcción fue supervisada por el arquitecto y mecenas, el visir Hacı İvaz Pasha, que había sido comandante bajo Mehmed I.

## Historia

### Construcción
La Mezquita Verde suele considerarse la culminación del primer estilo arquitectónico otomano, principalmente por el nivel de maestría estética y técnica que exhibe.
Fue mandada construir por Sultán Mehmed I Çelebi, que gobernó de 1413 a 1421, tras luchar contra sus hermanos para reunificar el Imperio otomano. La mezquita se empezó a construir en 1412 y, según la inscripción que hay sobre su portal de entrada, se terminó en diciembre de 1419 o enero de 1420 (del mes dhu ul-Híyyah del año de la Hégira  822). La construcción fue supervisada por el arquitecto y mecenas, el  visir Hacı İvaz Pasha, que había sido comandante bajo Mehmed I. A su muerte, Mehmed I fue enterrado en un el Mausoleo Verde, mandado construir por su hijo y sucesor, Murad II, situado dentro del complejo. La construcción de la tumba concluyó en mayo de 1421. Los trabajos de decoración continuaron tras la muerte de Mehmed I. Una inscripción caligráfica en el loge del sultán sobre la entrada indica que la decoración fue terminada en agosto de 1424 (a finales del Ramadán de 827) por Nakkas ("el Artista") Ali bin Ilyas Ali.  Se cree que Ali bin Ilyas Ali trajo a un grupo diverso de artesanos llamados los «Maestros de Tabriz» para que le ayudaran.  Esto se basa en una inscripción de los azulejos que rodean el mihrab de la mezquita, firmada como «obra de los maestros de Tabriz». Tabriz, destacado centro artístico y cultural del oeste de Irán, fue un canal especialmente importante a través del cual la influencia timúrida llegó a la Mezquita Verde, ya que fue invadida por los timúridas a lo largo de los siglos XIV y XV. Según el historiador del siglo XV Aşıkpaşazade, Hacı İvaz Pashá también habría «traído maestros y hombres hábiles de tierras extranjeras» para ayudar en la construcción de la mezquita. Otra inscripción persa en el interior del vestíbulo real, sobre la entrada, identifica a Mehmed el-Mecnun ("Mehmet el Loco") como el artista que decoró la cerámica de la mezquita. Blessing señala que aún no se sabe con certeza el papel exacto que desempeñó cada una de las personas nombradas en las inscripciones, ya que la terminología empleada en estos textos históricos no se comprende del todo en la actualidad.

### Restauraciones
Debido al terremoto de Bursa de magnitud 7,5 en la escala de Richter de 1855, el complejo fue sometido a extensas renovaciones planificadas por el arquitecto y artista francés Léon Parvillée a partir de 1863. Se desconoce la fecha exacta de finalización. Ahmet Vefik Paşa, administrador regional de Anatolia occidental y mecenas de la conservación del patrimonio cultural otomano, encargó a Parvillée la restauración de los principales monumentos reales de los siglos XIV y XV de la ciudad. Durante este periodo, Bursa se estaba transformando en una ciudad moderna.
Parvillée visitó por primera vez Estambul, la capital otomana, en 1851, y se trasladó allí en 1855. Trabajó en el imperio como decorador, contratista y arquitecto. Conocía bien los principales aspectos del estilo otomano primitivo debido a su experiencia y trabajo en la región, así como a su amplia investigación sobre el tema. El cónsul francés de Bursa declaró en 1906 que Parvillée permaneció en Bursa de 1862 a 1867, pero esto es discutible. No está claro si Parvillée se limitó a planificar la restauración y luego abandonó Bursa, o si se quedó para supervisar la ejecución de sus especificaciones. En cualquier caso, está documentado que regresó a París en 1867 para diseñar y construir el pabellón turco expuesto en la Exposición Universal de París.
Parvillée participó en la restauración del interior y el exterior de la mezquita, incluida la azulejería. Restauró los azulejos de líneas negras del portal de la mezquita. Los dos alminares fueron reconstruidos sobre una base antigua por Parvillée. Las decoraciones pintadas policromadas, que anteriormente habían adornado las partes superiores de las paredes y los techos, no fueron restauradas.
Durante un segundo proyecto de restauración que tuvo lugar entre 1941 y 1943, se retiró el revestimiento cerámico de los azulejos y se volvió a instalar.
La Mezquita Verde se sometió a otra renovación, iniciada en 2010 y reabierta el 11 de mayo de 2012, que costó 1,8 millones de liras turcas.

### Actualidad
En la actualidad, la Mezquita Verde es un popular destino turístico de Bursa. Desde 2014 forma parte del Patrimonio de la Humanidad de la UNESCO designado en torno a la histórica Bursa.

## Arquitectura

### Interior
La Mezquita Verde, de planta en forma de T invertida, es un edificio cúbico de dos plantas con una ampliación en el lado sur. La mezquita tiene un vestíbulo en la entrada que conduce por una corta escalera a una sala de oración central. Esta escalera tiene cuatro huecos de mármol ( en turco: papuçluk) a cada lado para el calzado. Estos elementos arquitectónicos indican que el patio estaba pavimentado, aunque ahora está alfombrado.
La sala central, que va de norte a sur, está flanqueada por iwanes (en turco: eyvans) al este y al oeste. Ambos tienen cúpulas y dos pisos de altura. Hay dos puertas, iwans más pequeños, que comunican con las habitaciones de esquina del primer piso, similares a las del lado norte del edificio, cada una con una chimenea. El pasillo central que va de norte a sur se cruza con un pasillo más largo que va de este a oeste.
En el vestíbulo central hay una fuente octogonal de mármol blanco con un estanque bajo la cúpula central, la más alta de la mezquita, iluminada por una linterna. A ambos lados del estanque hay otros dos iwanes que conducen a las habitaciones de los derviches ambulantes, mientras que un iwán elevado, situado justo detrás del agua (visto desde la entrada del vestíbulo central), lleva a la sala de oración propiamente dicha. En este iwán hay un nicho mihrab en el lado sur (qibla) de la mezquita, así como dos grupos de cuatro ventanas.
Inmediatamente después de la entrada de la Mezquita Verde hay un vestíbulo. Desde aquí, amplios pasillos enmarcados por columnas bizantinas se extienden en ambas direcciones y terminan en escaleras que conducen a las cámaras reales.
Estas salas de esquina dan al patio interior y conectan con otra pequeña sala que conduce al palco real, que funciona de hecho como otro iwán. En estas cámaras se encuentran las escaleras de caracol que conducen a los palomares. Entre estas salas de esquina se abre un pasadizo que conduce a los balcones de la fachada norte, donde comienza la escalinata del alminar. Los dos alminares opuestos de la fachada norte fueron añadidos posteriores. Se proyectó un pórtico, pero nunca se construyó.

Características interiores
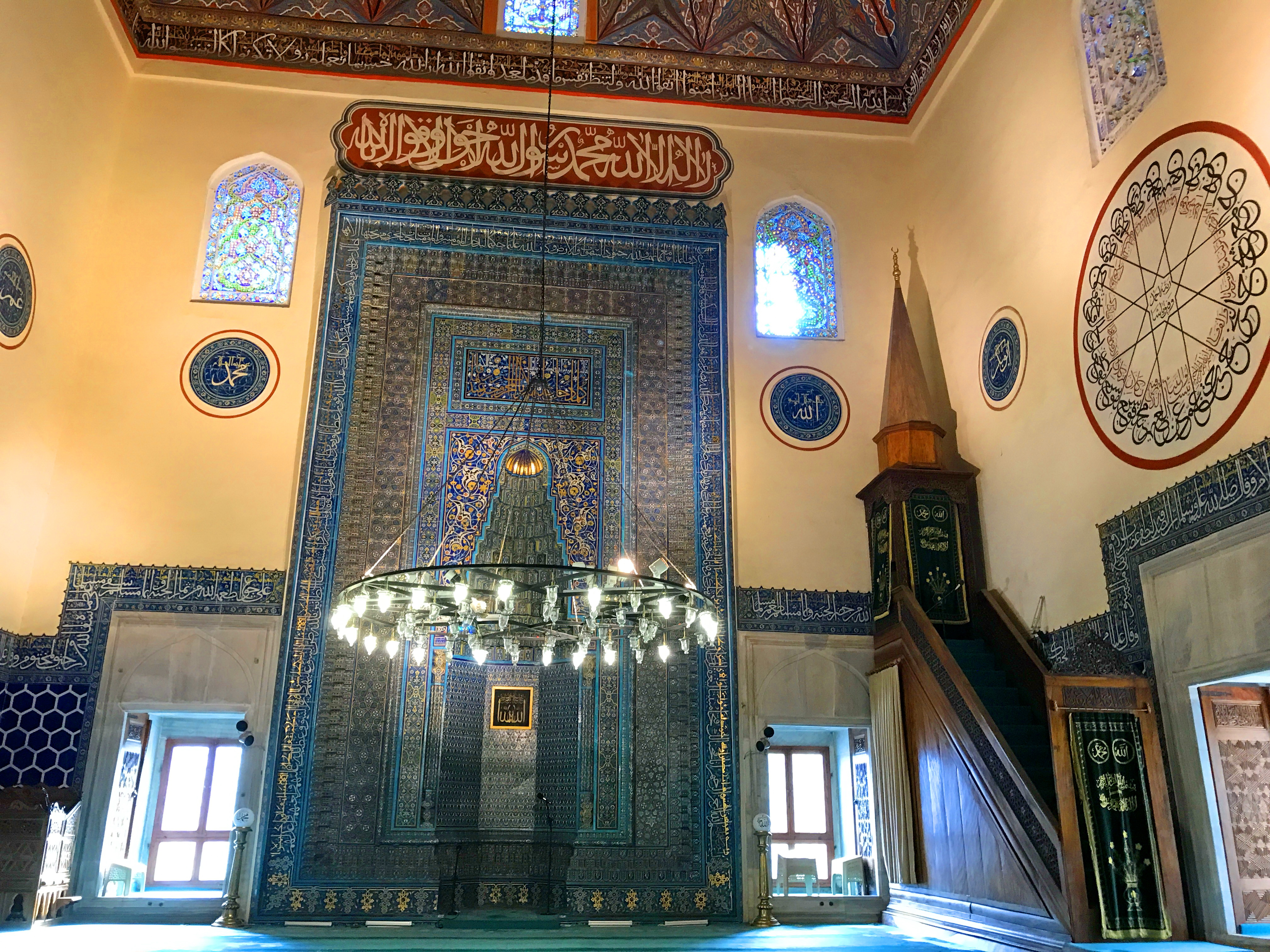
La sala de oración de la mezquita.
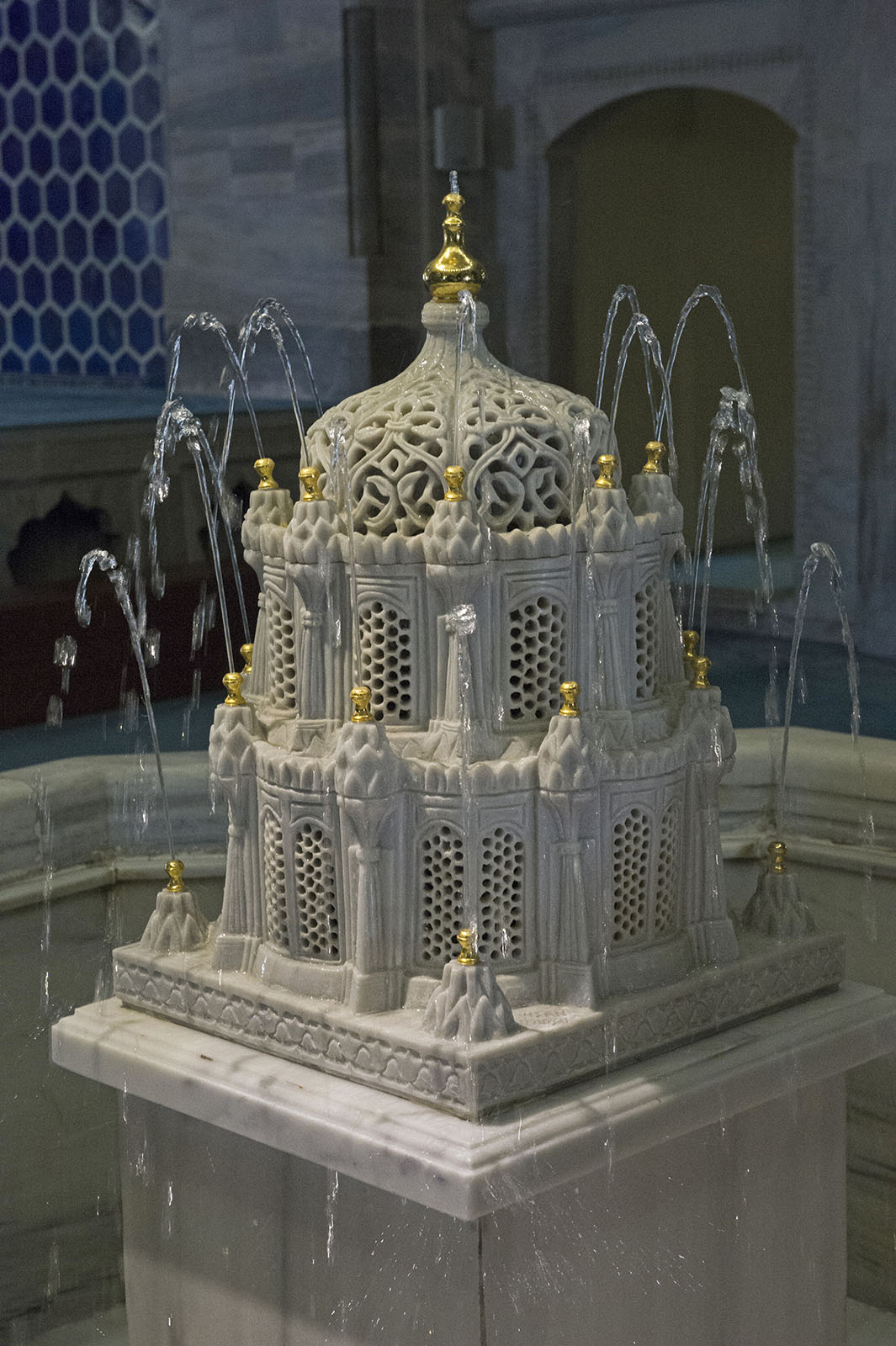
La fuente de mármol dentro de un estanque octogonal en la sala de oración.
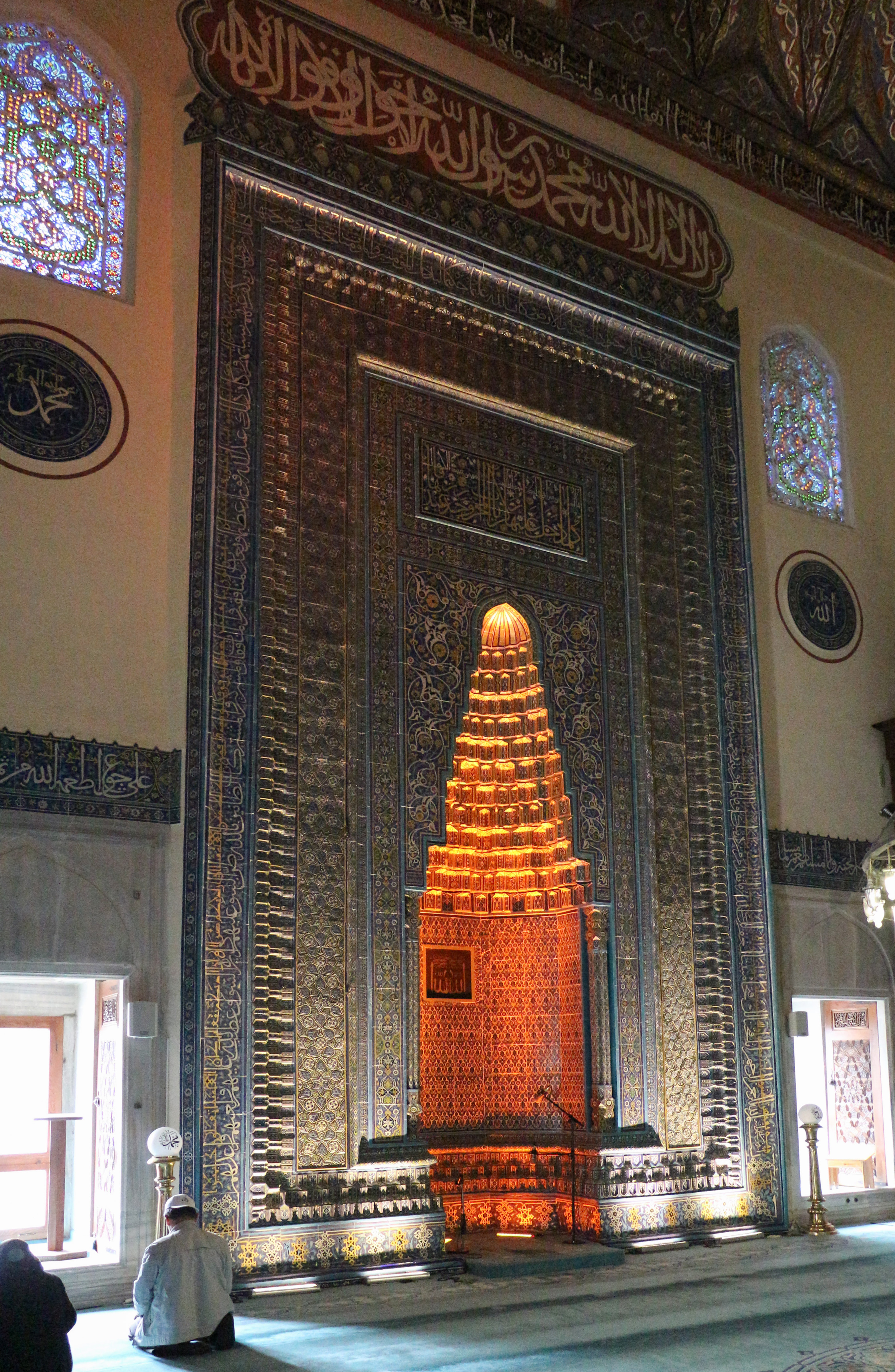
El mihrab de la mezquita. Encima del mihrab hay una inscripción en persa que reza amal-i ustādhān-i Tabrīz («obra de los maestros de Tabriz»).
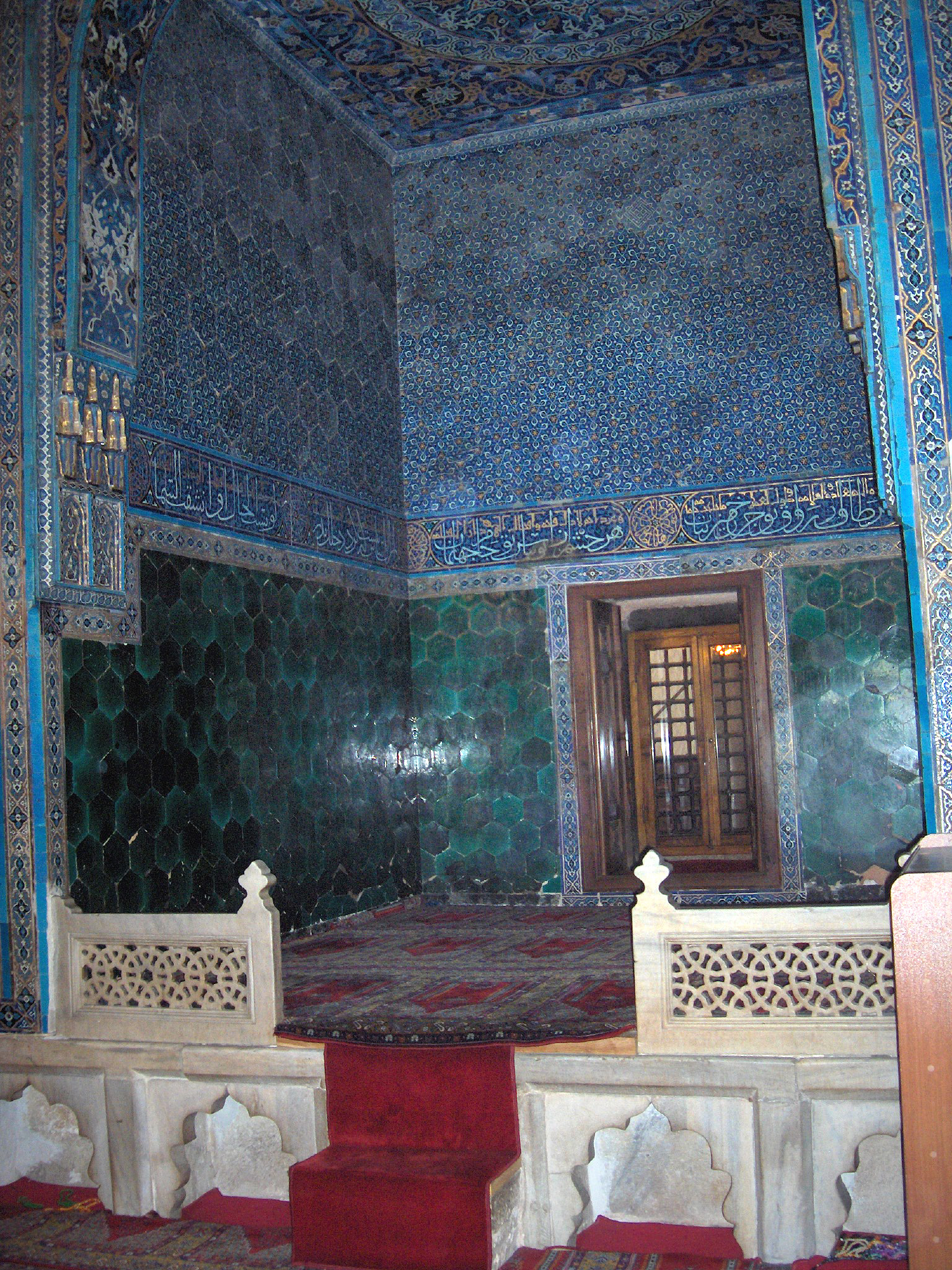
Uno de los dikkas que flanquean la entrada a la sala de oración.
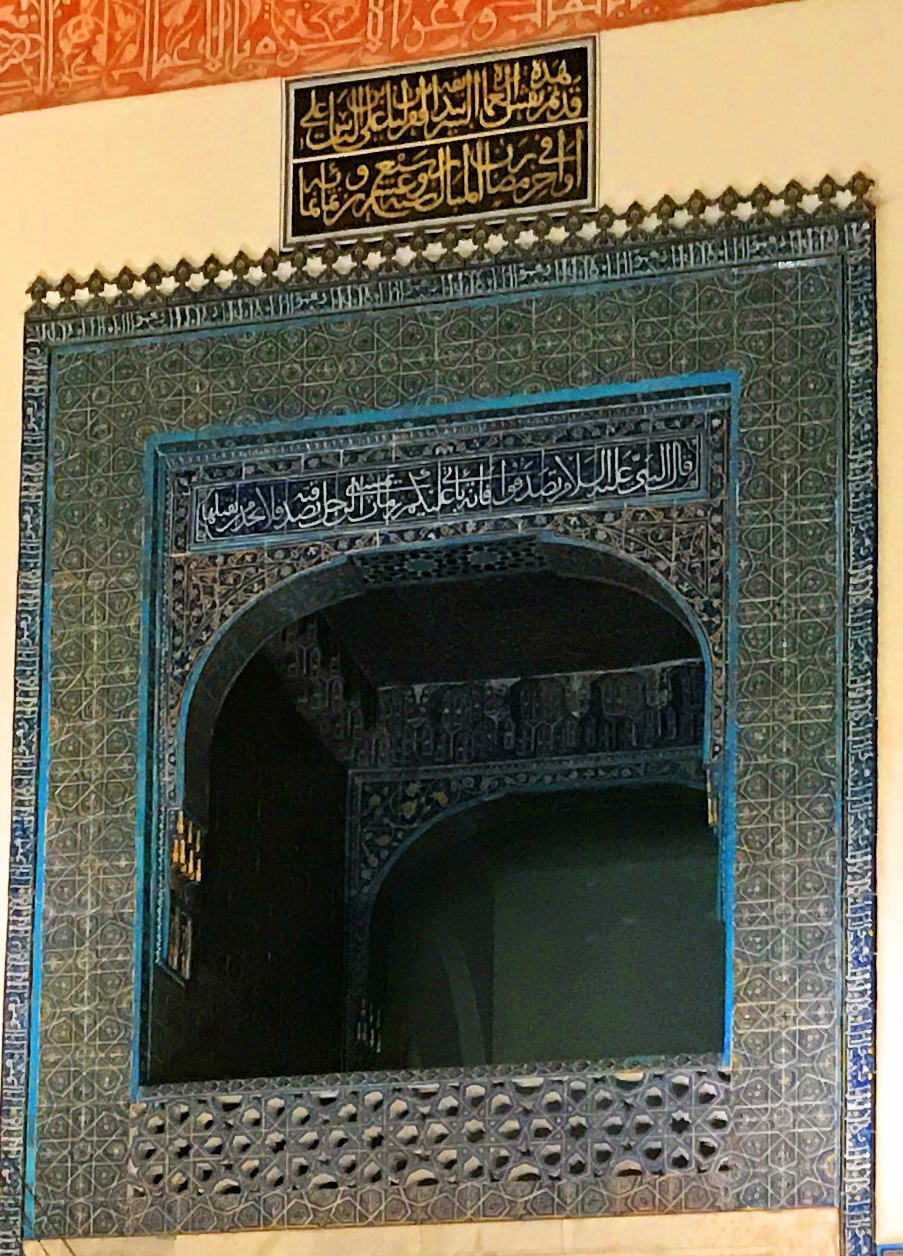
La entrada al palco del sultán del segundo piso, vista desde la sala de oración.
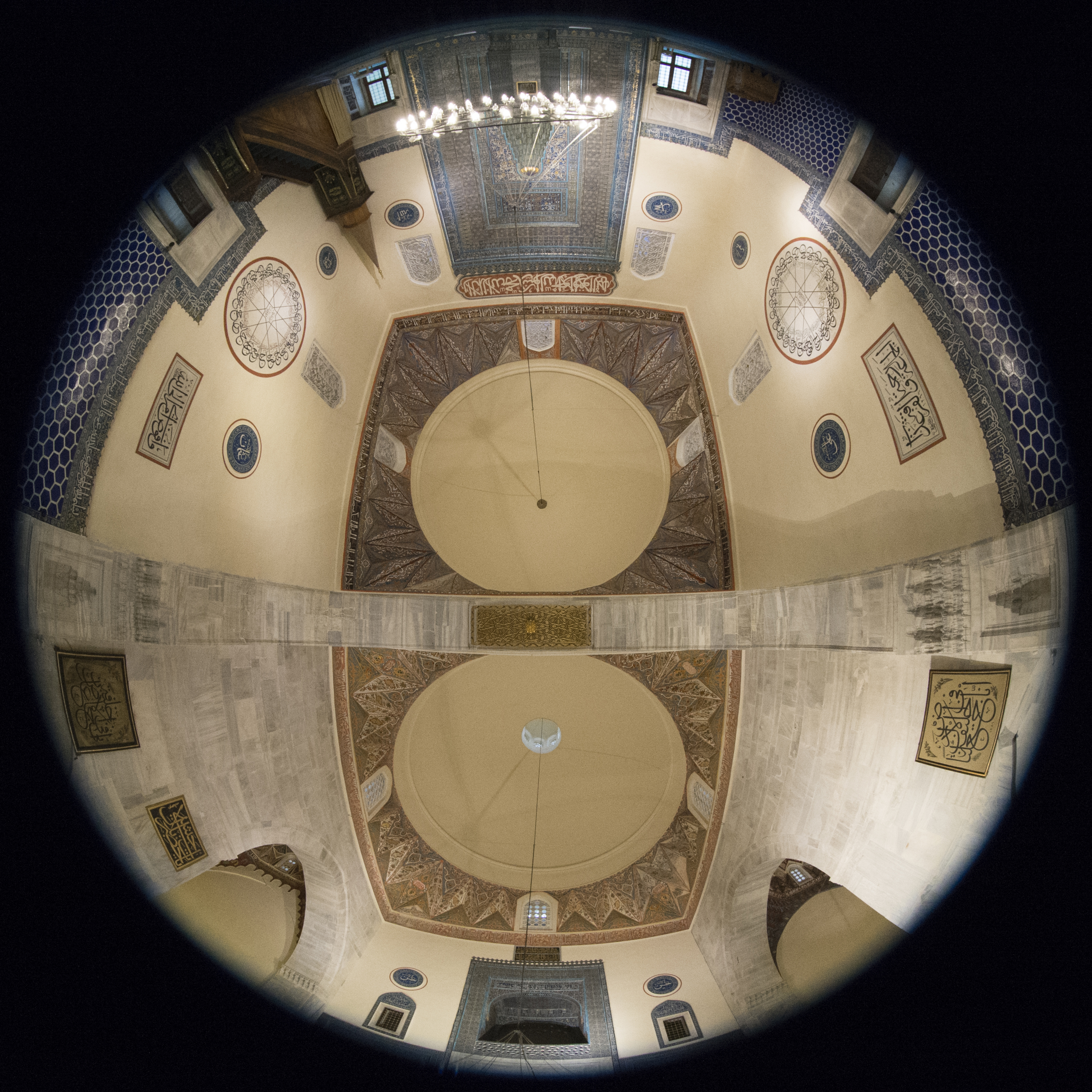
Vista de ojo de pez de las cúpulas.

### Exterior
Paneles de mármol, la mayoría de los cuales fueron sustituidos en el siglo XIX, recubren el edificio de piedra arenisca labrada de la mezquita. La puerta está coronada por una semicúpula con una cascada de mocárabes, cuya cara está cubierta de arabescos e inscripciones de rumi. Encima de los nichos a cada lado de la puerta de entrada hay una inscripción dedicada a Hacı İvaz Pachá, el diseñador de la mezquita. Entre la inscripción y los mocárabes hay una pequeña ventana que ilumina el camino hacia el palco del sultán.
Las cúpulas de la parte superior del edificio estaban cubiertas originalmente con azulejos azules y verdes, pero ahora están revestidas de plomo. Hay ventanas perforadas en tambores en las cúpulas y en los muros exteriores. Un oculo sobre la pila de abluciones de la sala central se cerró con una linterna en el momento de la restauración.
En el momento de su renovación, los dos alminares fueron dotados de agujas de piedra talladas a la manera barroca. Solo se puede acceder a ellos a través de los aposentos del sultán y subiendo las escaleras de caracol que conducen a los áticos.

Características exteriores
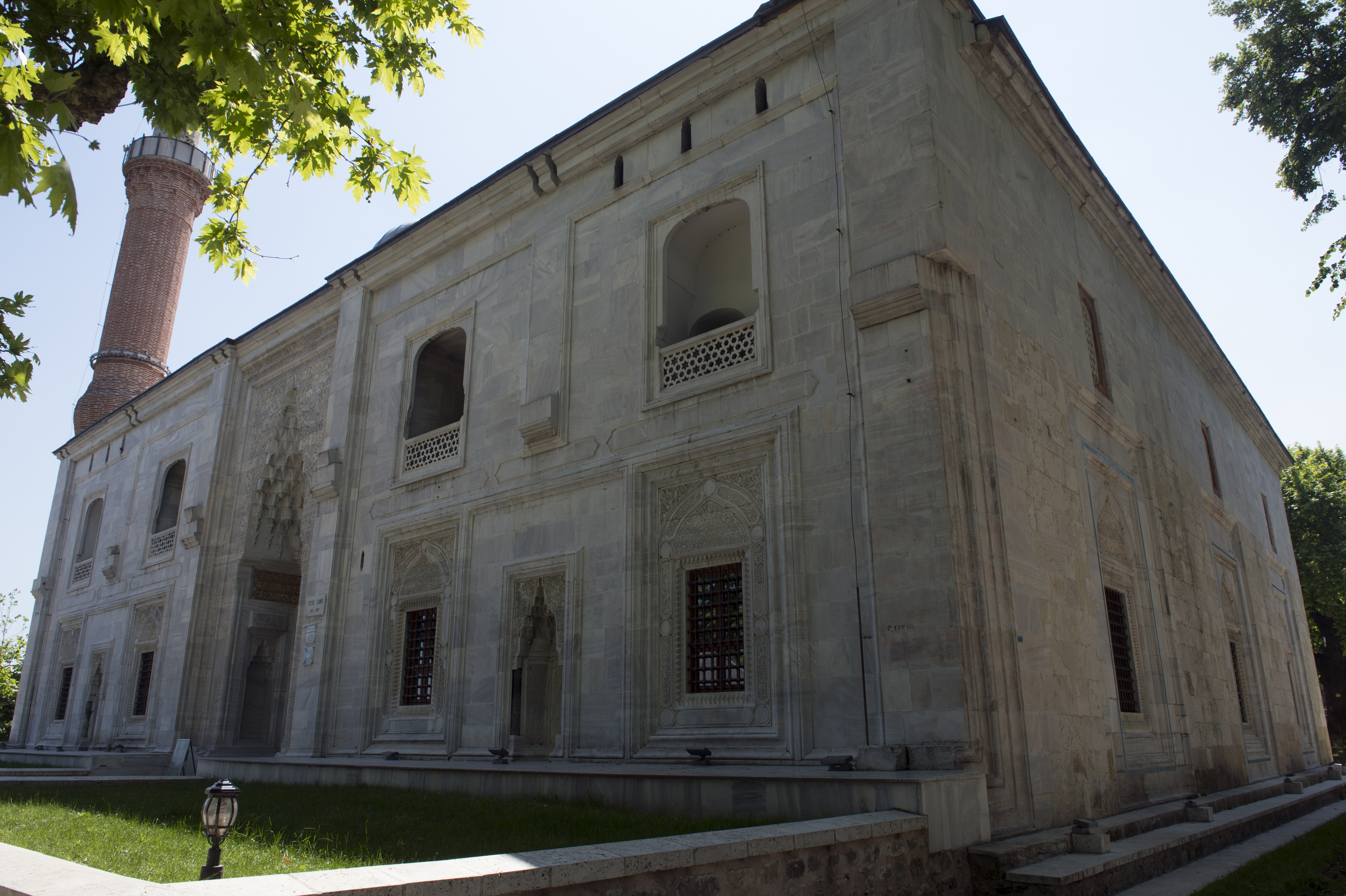
Fachada y lado oeste de la mezquita.
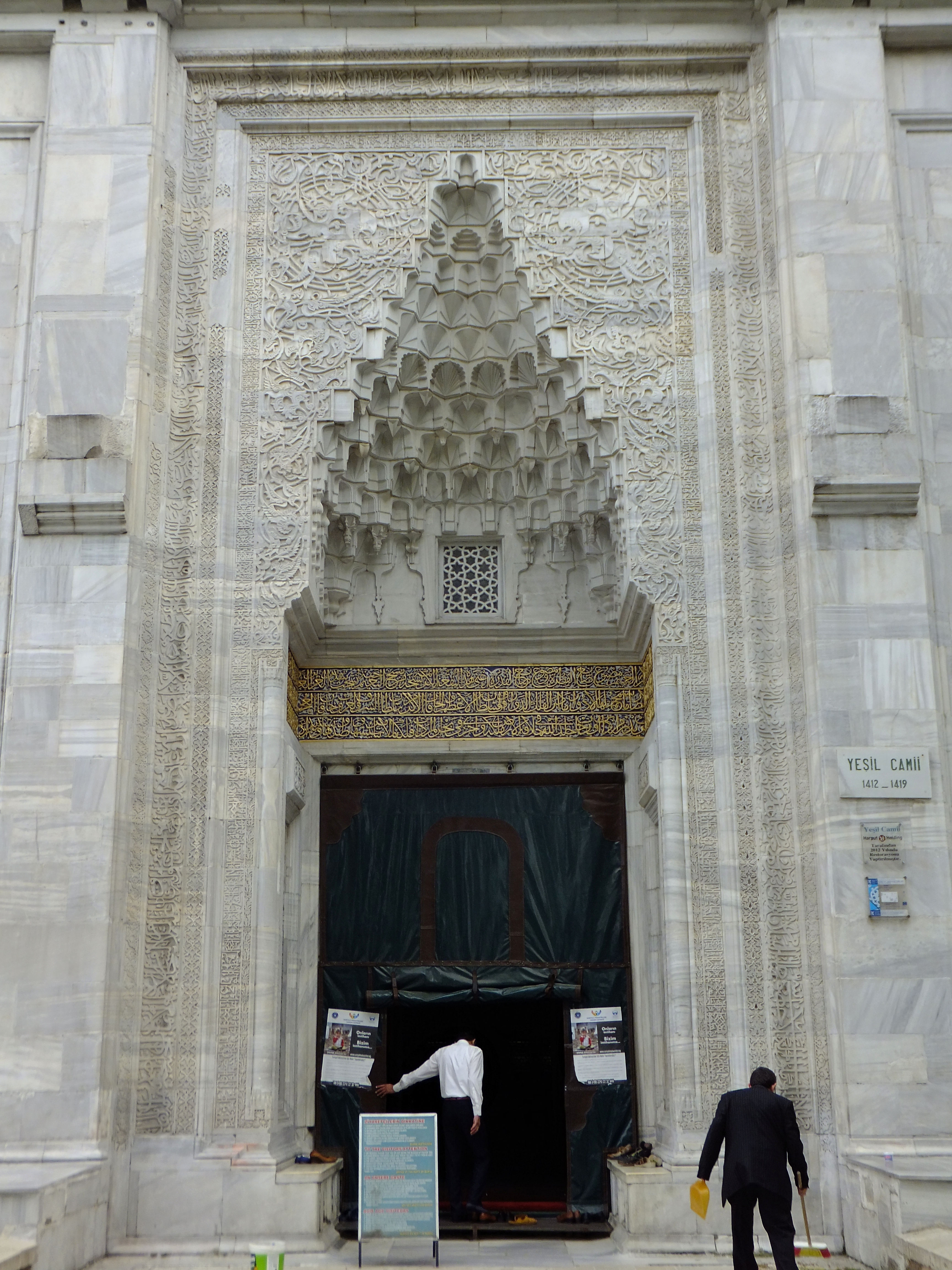
La entrada a la mezquita, con un portal de mocárabes tallados.
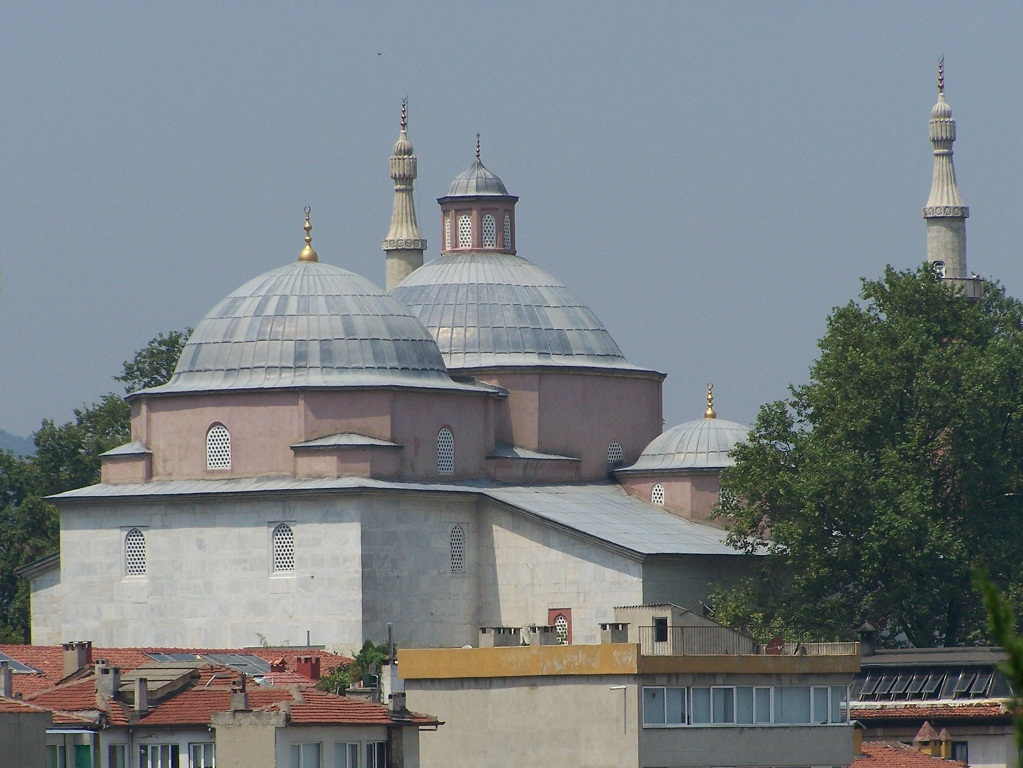
Vista trasera de la mezquita y sus cúpulas.

## Decoración

### Azulejos

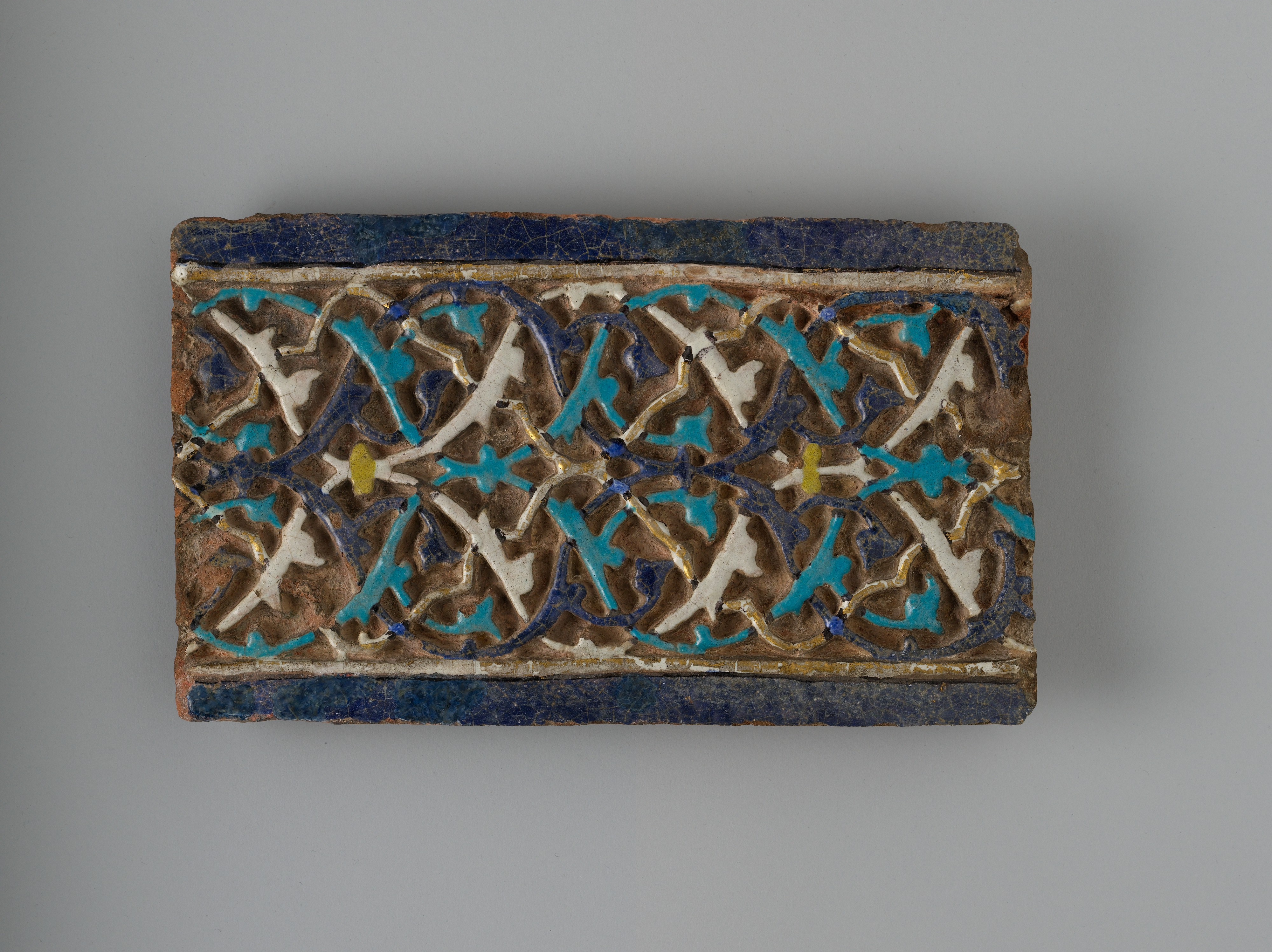
Azulejo de la Yeşil Türbe (Tumba Verde), situada en el mismo complejo que la Mezquita Verde. En toda la Mezquita Verde se utilizaron azulejos igualmente coloridos e intrincados, sobre todo en el mihrab.

La Mezquita Verde emplea una gama muy diversa de técnicas de azulejos (incluidos los azulejos de línea negra (a menudo confundidos con los azulejos de cuerda seca, aunque técnicamente son distintos), azulejos monocromos bajo vidriado, mosaicos y relieves de terracota pintada)  y colores (verde, azul, turquesa, blanco, amarillo, morado claro y morado oscuro). Los azulejos de líneas negras, que componen la mayoría de los azulejos de la mezquita, reflejan una amplia influencia timúrida que surgió a través de las frecuentes. Esta influencia también se observa en la cerámica timúrida  y arquitectura de Asia Central, como el mausoleo del complejo de santuarios Shah-i-Zinda. Por su parte, los azulejos azules y turquesas del vestíbulo y los iwanes, así como los azulejos hexagonales verdes dorados de los iwanes, revelan una influencia selyúcida (que también puede observarse en la Madrasa Karatay de Konya).

#### Decoración interior con azulejos

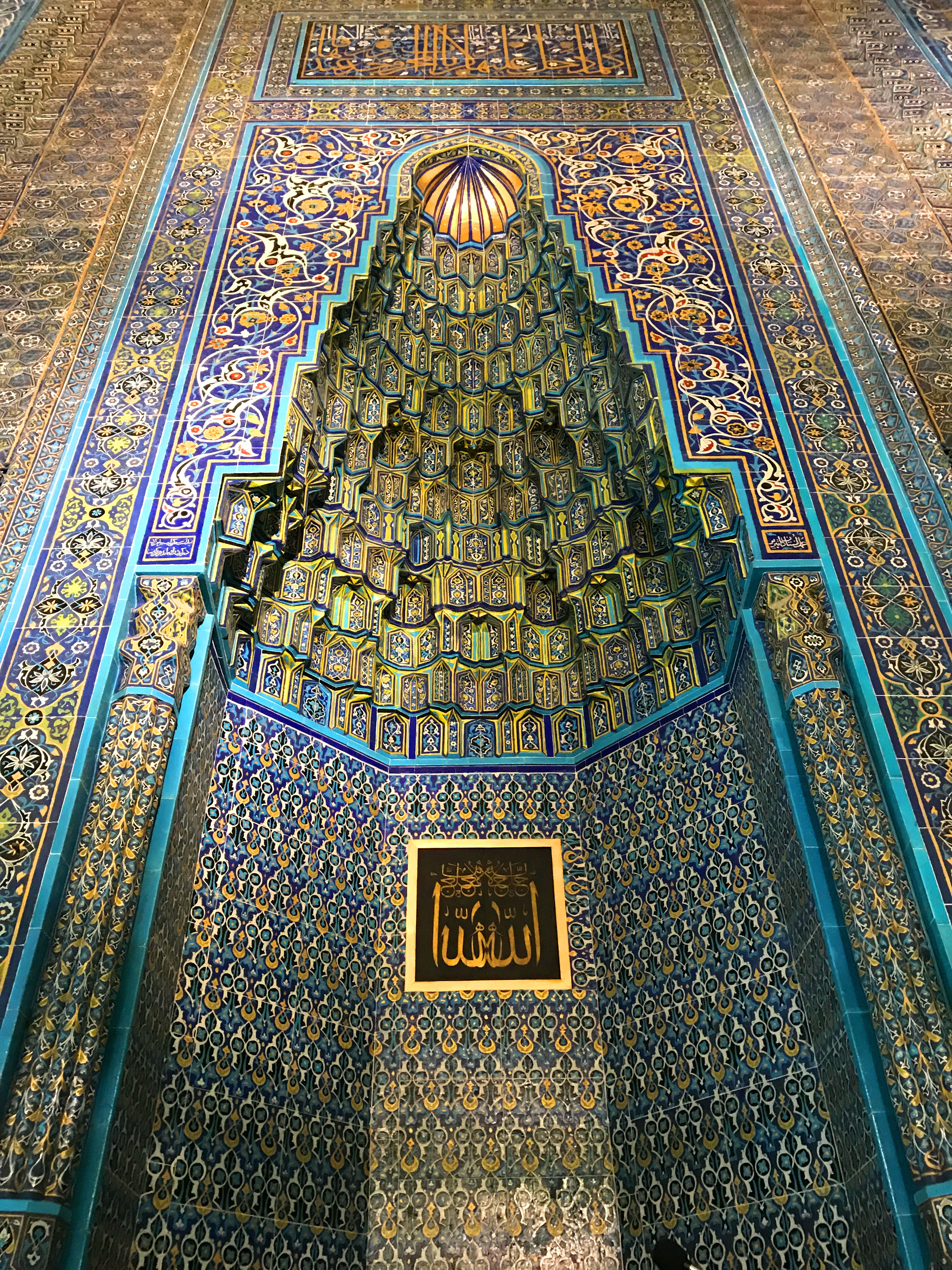
El mihrab de la mezquita, con una amplia gama de intrincados azulejos de líneas negras, doce filas de mocárabes y dos columnas estriadas.

En el pasillo que conecta el vestíbulo con la sala de oración, las paredes están cubiertas de azulejos hexagonales de color verde oscuro, salpicados por un gran medallón en el centro de cada pared. Estos medallones presentan un intrincado arabesco floral. in black-line tiles glazed in white, yellow, green, and blue.

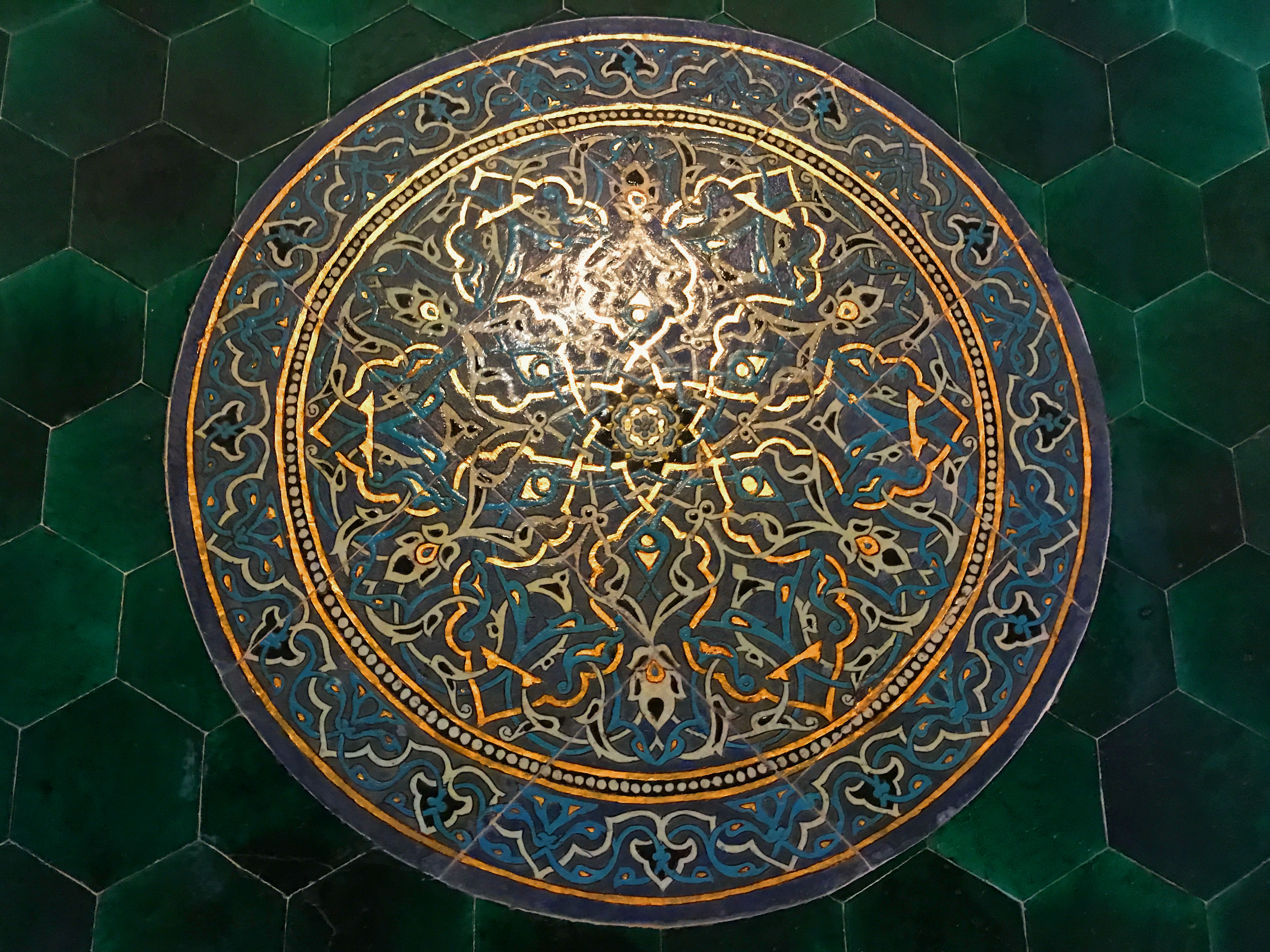
Redondel en el pasillo que conecta el vestíbulo con la sala de oración de la mezquita.

Los dikkas empotrados que flanquean la entrada a la sala de oración están revestidos de azulejos hexagonales de color verde oscuro con decoración dorada y un gran arabesco en el techo.
Más de estos azulejos hexagonales de color verde oscuro, decorados con una gruesa capa de oro, cubren los grandes iwanes que flanquean la sala de oración. Estos azulejos están rodeados por una estrecha franja floral de líneas negras, rematada por una franja mayor de líneas negras con una inscripción blanca y dorada sobre fondo azul.
En la sala de oración propiamente dicha, azulejos hexagonales y triangulares de color verde oscuro (incluidas algunas sustituciones de los siglos XIX y XIII) cubren las partes inferiores de las paredes.
El mihrab y su marco de azulejos moldeados presentan una gran variedad de estilos, formas y colores.  Azulejos cuadrados de líneas negras, vidriados en azul, morado, blanco y amarillo, cubren el interior del mihrab con motivos geométricos. Arabescos vegetales igualmente coloridos, compuestos de azulejos cuadrados y rectangulares de líneas negras, decoran las enjutas. Las doce filas de mocárabes y las dos columnas acanaladas del nicho del mihrab.
En el palco del sultán, las paredes y el techo están recubiertos de azulejos dorados  de líneas negras que representan motivos de estrellas y polígonos. En contraste con estos motivos geométricos, el borde de azulejos negros que rodea la abertura de la mezquita está decorado con motivos vegetales.

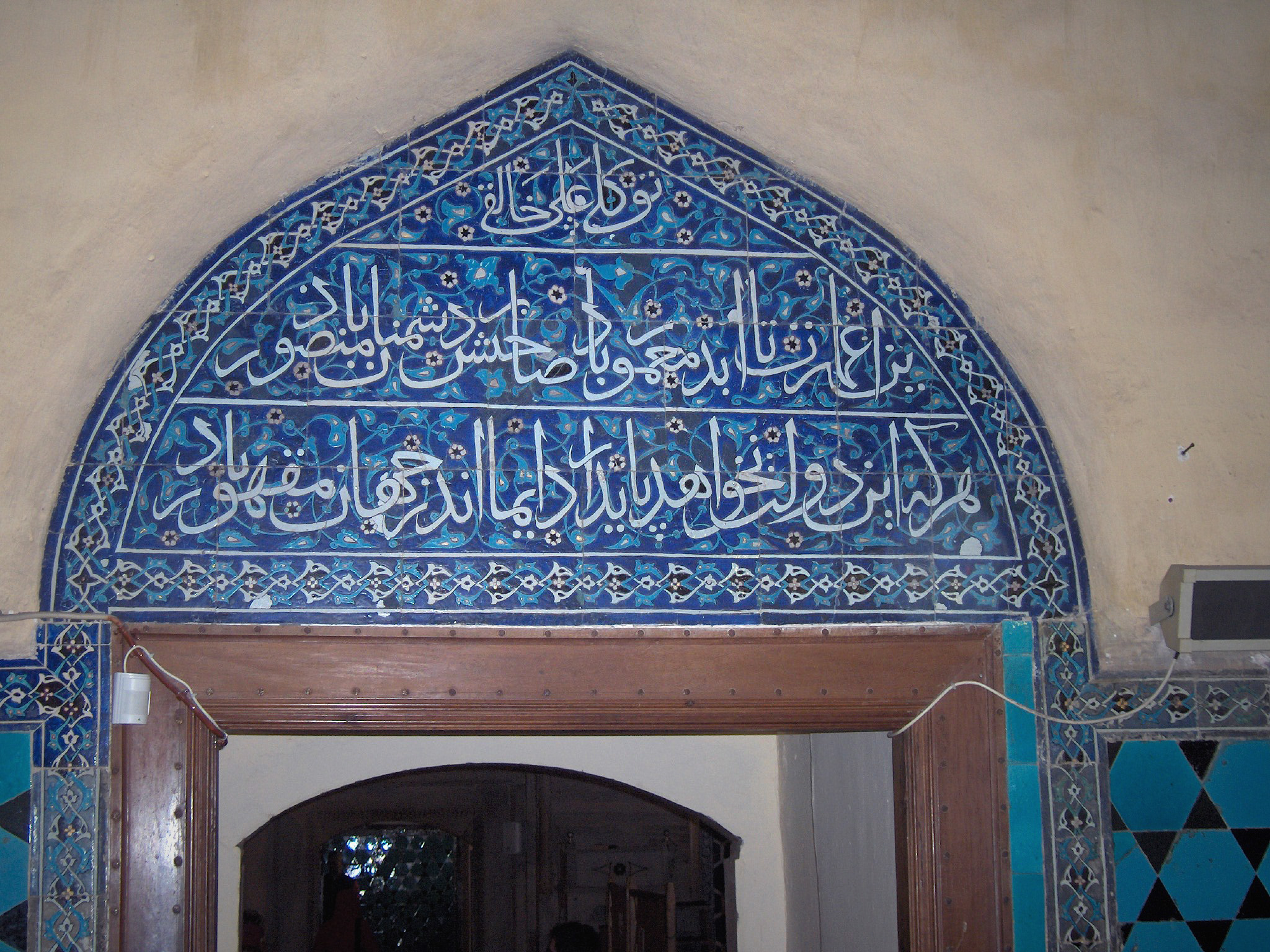
Inscripción caligráfica sobre la puerta de una habitación tabhane.
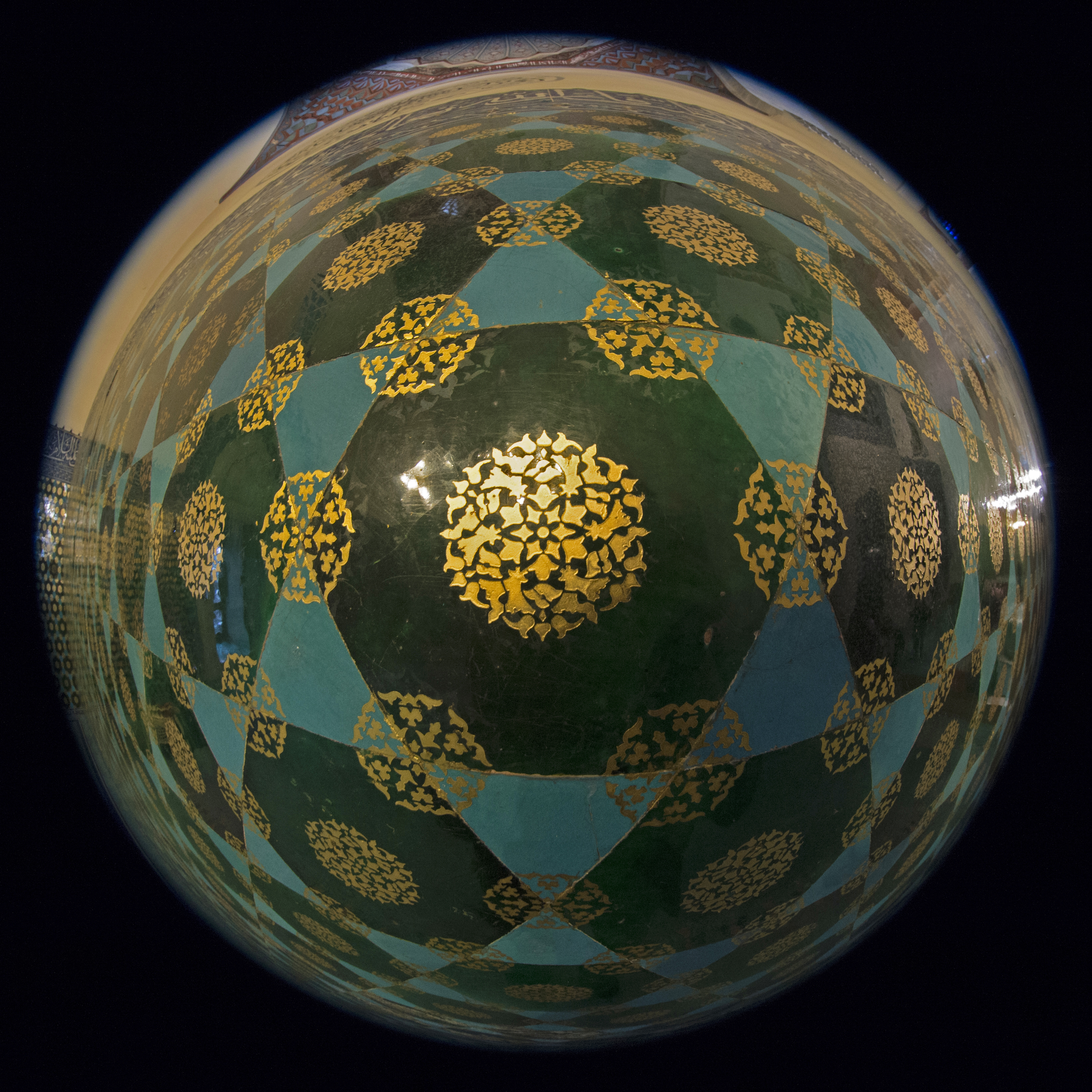
Decoración dorada de los azulejos de uno de los iwanes laterales.
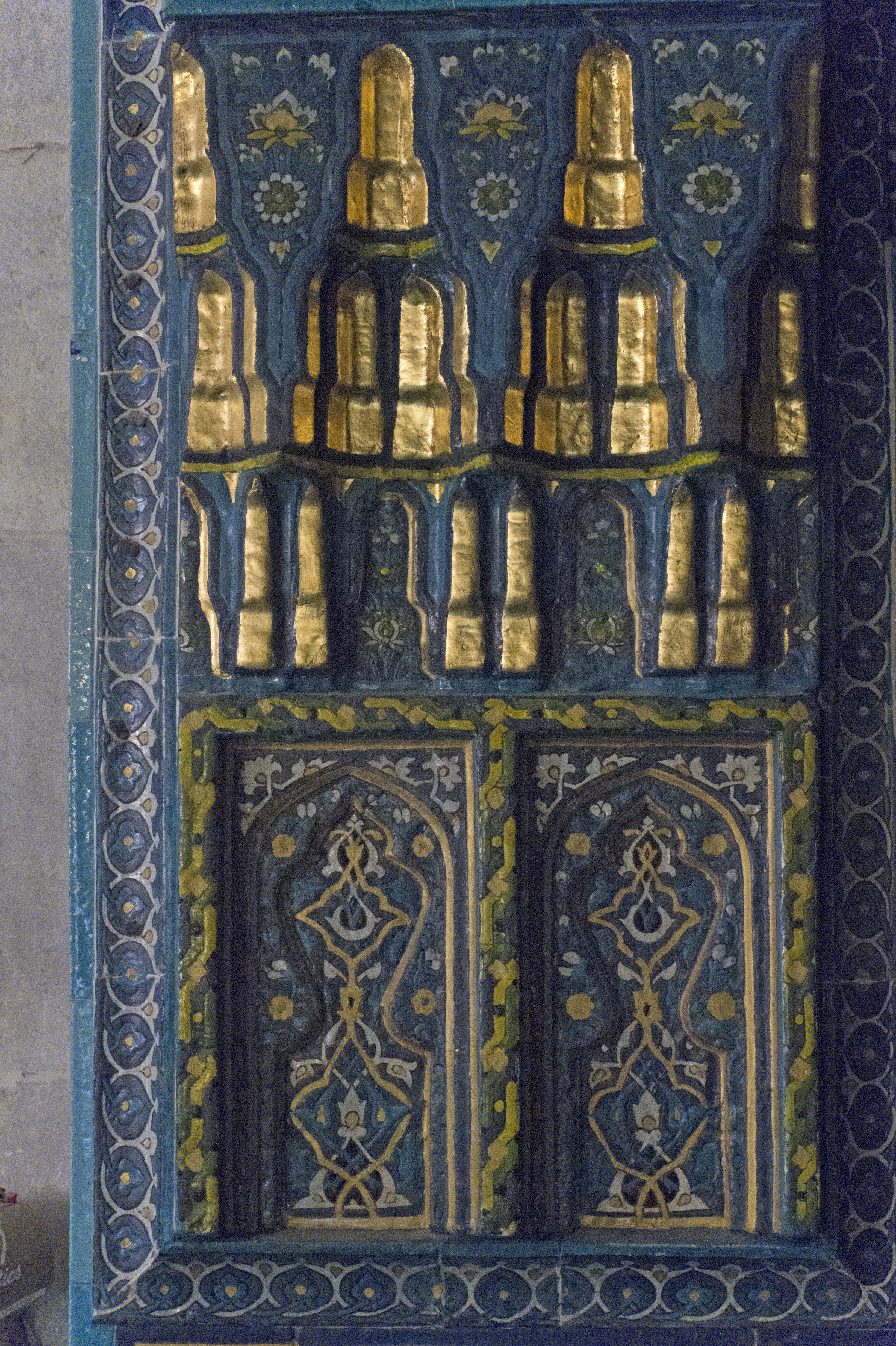
Decoración de azulejos de líneas negras en el interior de la mezquita
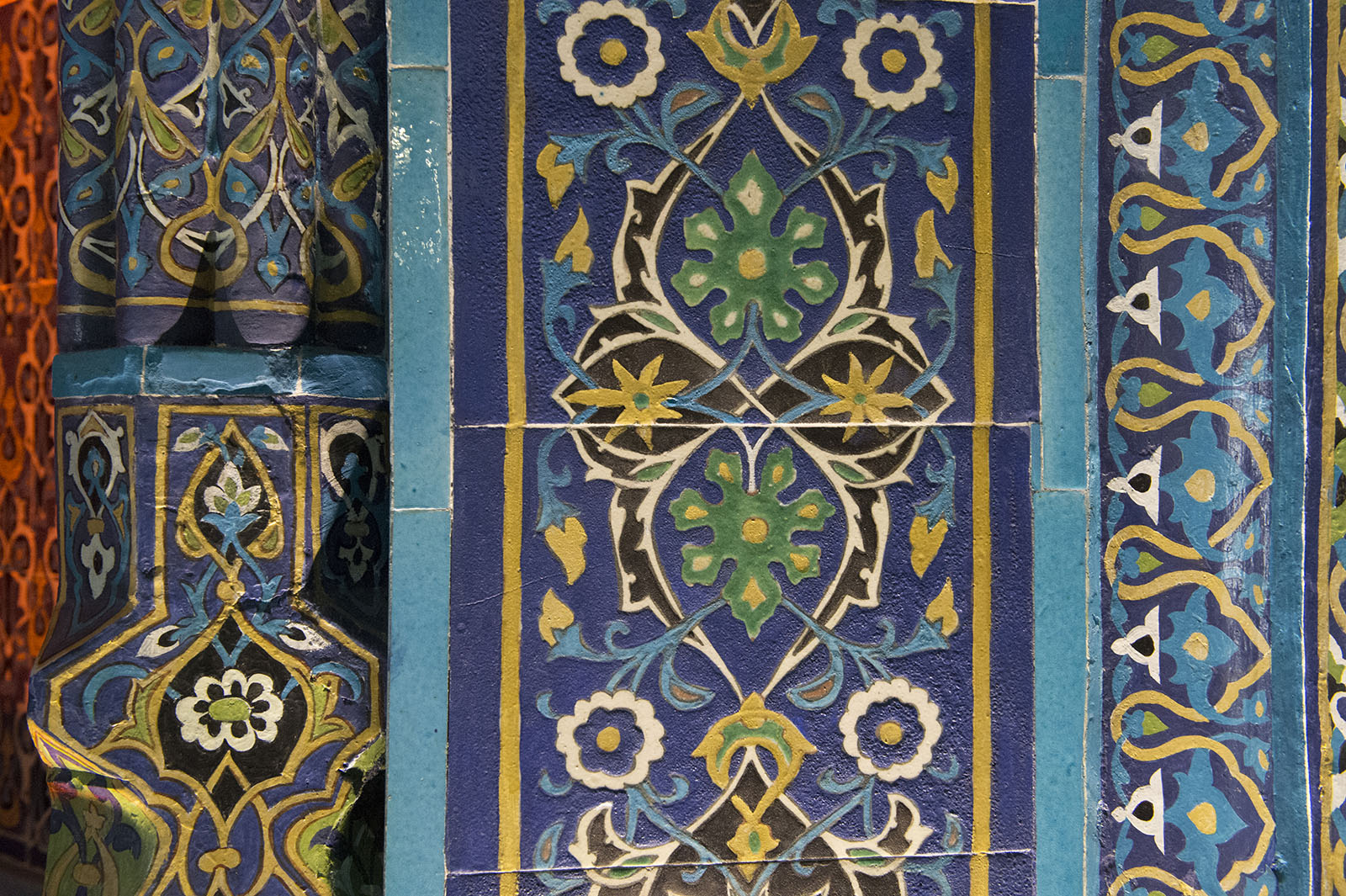
Azulejos de líneas negras decorando el mihrab.

### Tallas

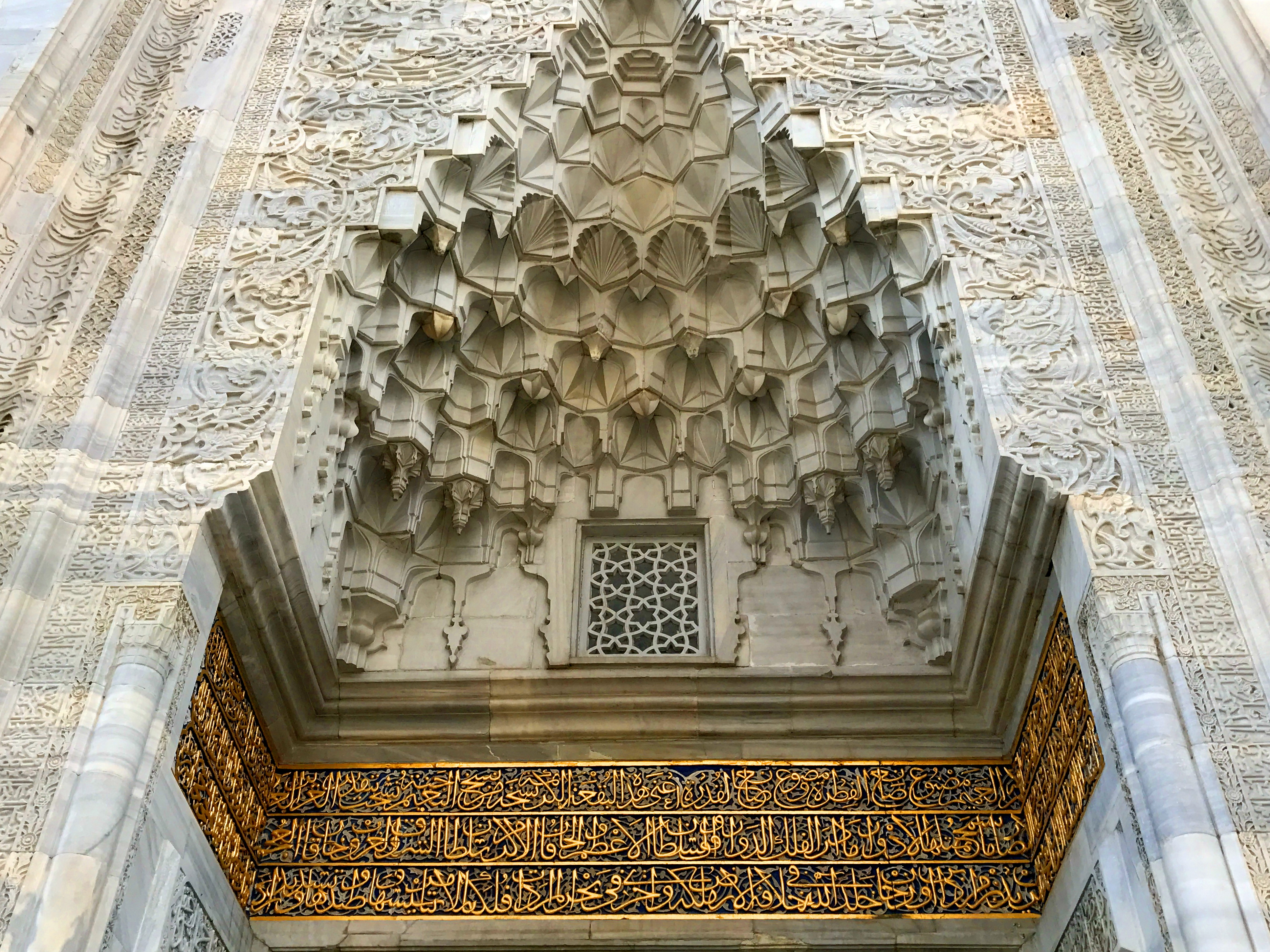
Detalle del nicho de mocárabes sobre la entrada.

Hay decoraciones talladas en todos los elementos exteriores de la mezquita, desde la entrada hasta los mihrab y los marcos de las ventanas. El portal delantero de la mezquita es de mármol tallado y presenta un nicho de mocárabes alto y empotrado, con un tímpano (decorado con arabescos) de únicamente de mármol  enmarcando las ventanas laterales. Este portal, enmarcado con tallas florales y escrituras, hace referencia a portales similares encontrados en mezquitas, madrasas y mausoleos selyúcidas.
Las dos habitaciones tabhane conectadas con el pasillo central, diseñadas para proporcionar alojamiento a los viajeros, contienen nichos de yeso tallado y en turco: ocaks (chimeneas con campana alta).  Una inscripción caligráfica de tres líneas está colocada en un arco sobre una de sus puertas.

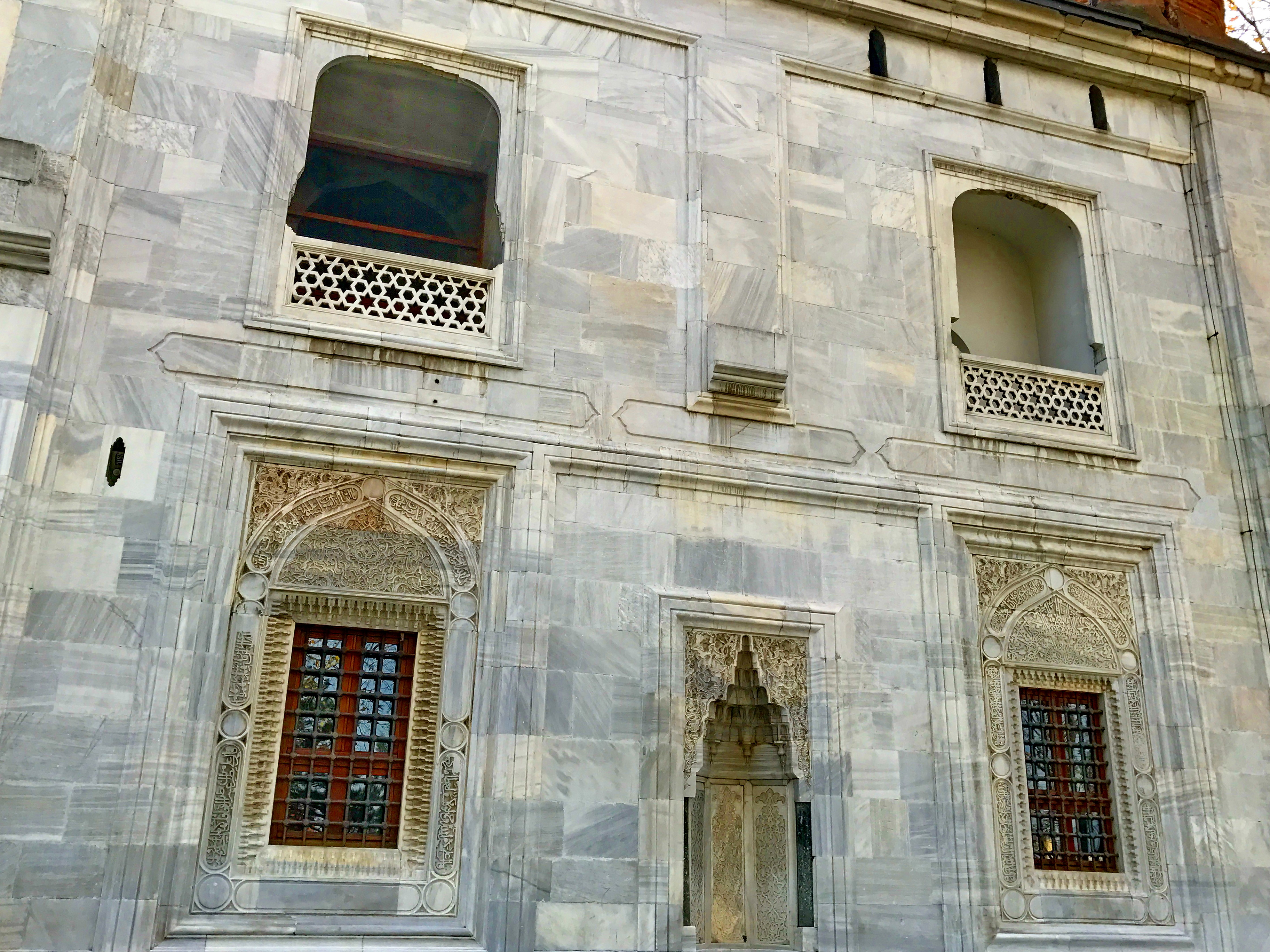
Vista de las ventanas y nichos decorativos de la fachada de la mezquita.
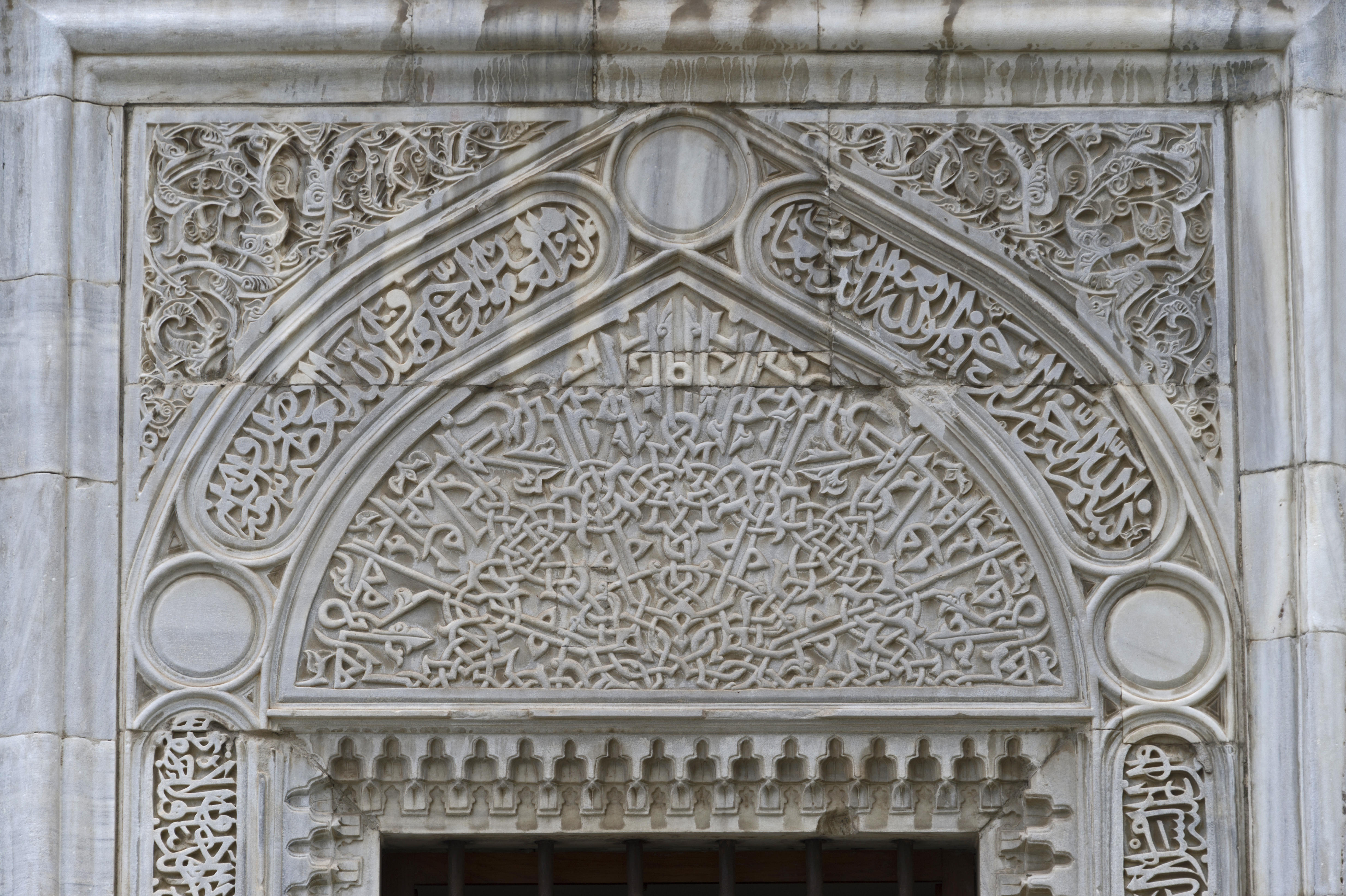
Tímpano de mármol tallado sobre una ventana exterior de la mezquita.
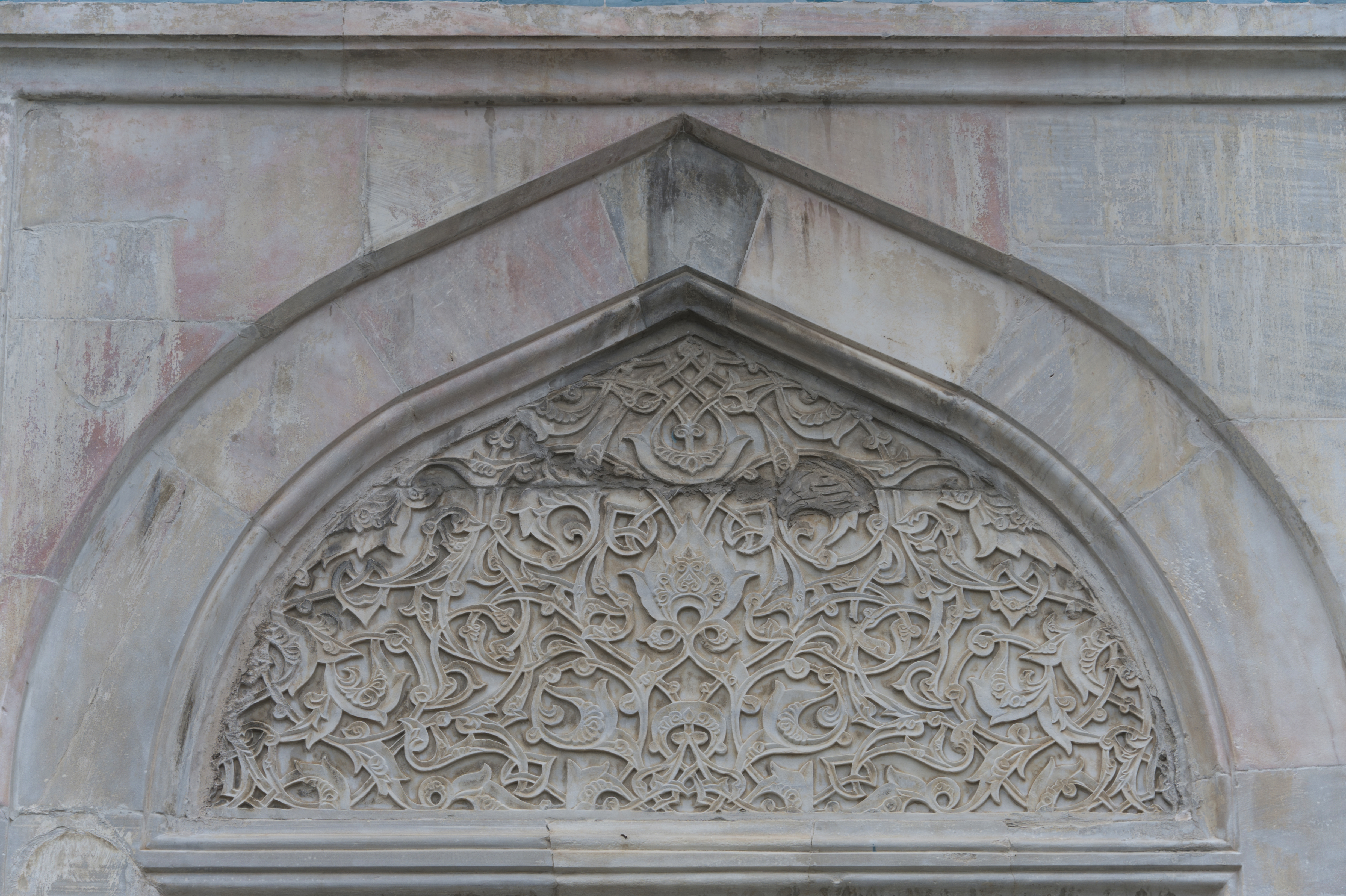
Tímpano de mármol tallado sobre una ventana exterior de la mezquita.
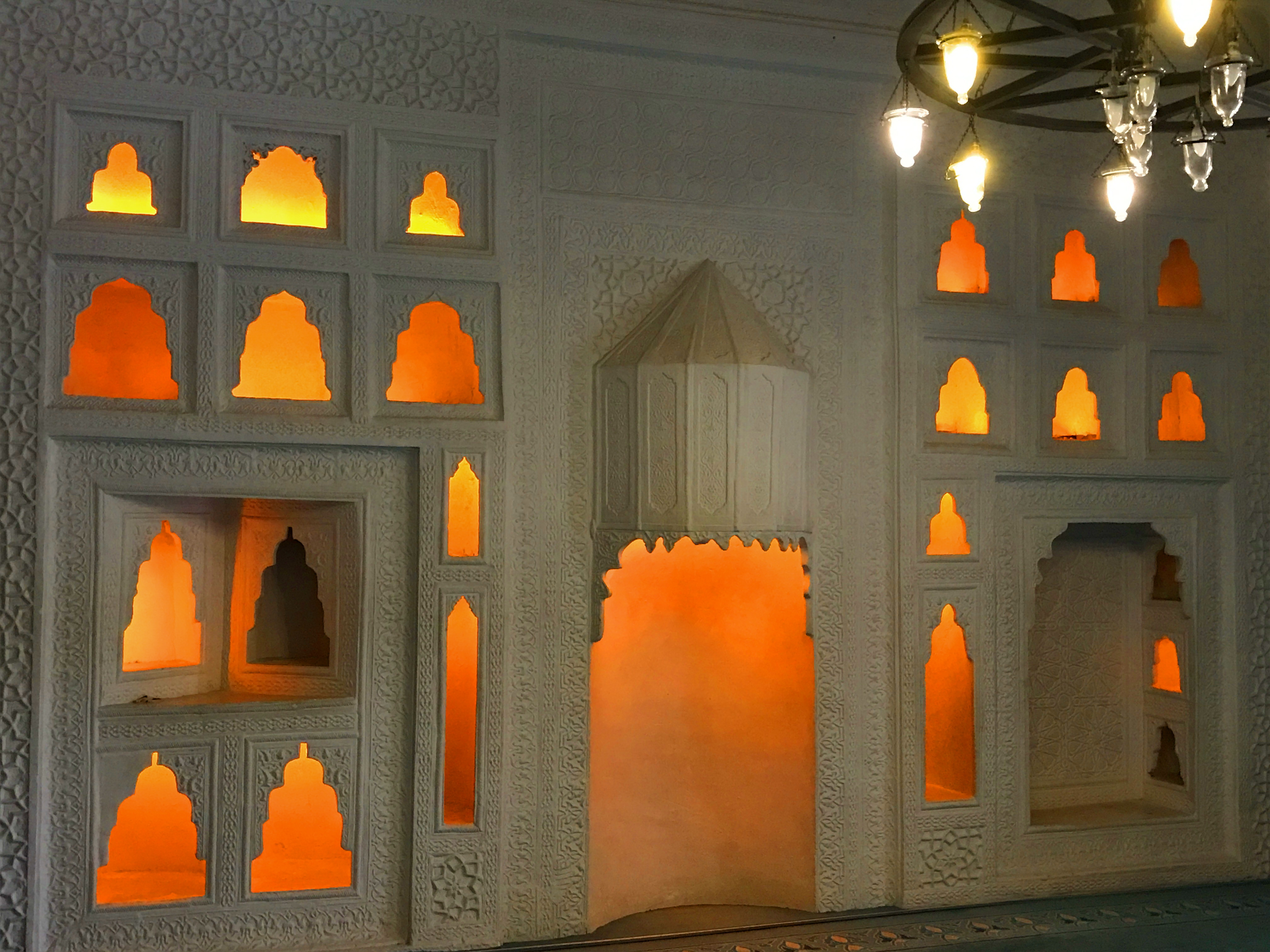
Los nichos tallados y en turco: ocak de una de las salas de los tabhane .

## Otros edificios del complejo
La mezquita era el centro de un complejo religioso y benéfico mayor (una külliye), que abarcaba varios edificios cercanos. Entre ellos, el mausoleo (la Tumba Verde), una madrasa, un imaret (cocina pública) y un hamán (baños públicos).

### Mausoleo

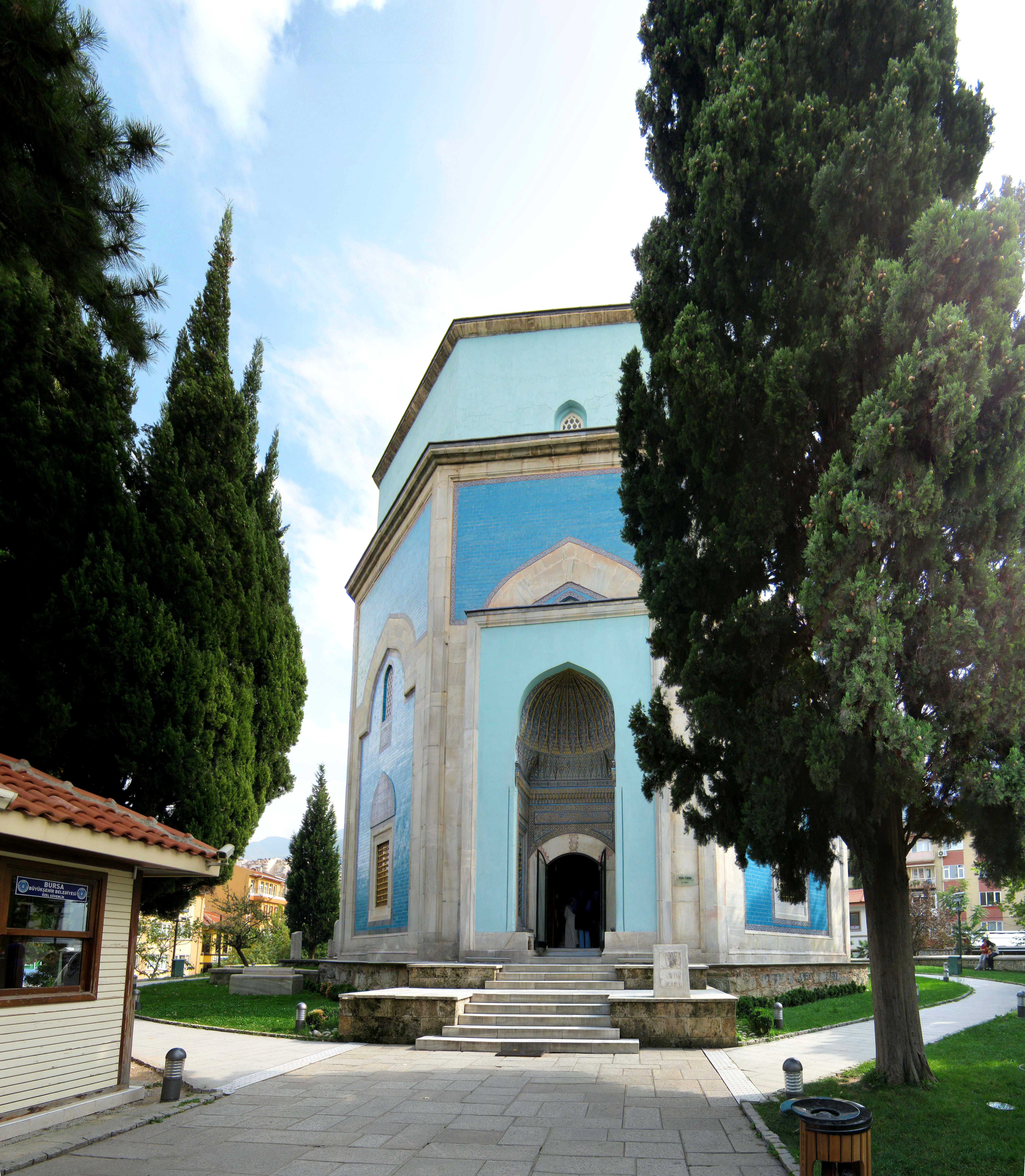
Mausoleo Verde (Bursa)

El mausoleo de Mehmed I está situado en un montículo elevado frente a la mezquita, al sureste. Consta de una estructura octogonal cubierta por una cúpula de 15 m de diámetro. Todo el edificio está decorado con azulejos, y los de la cámara del mausoleo son tan ricos como los de la mezquita. Cubren las paredes, los cenotafios y otro mihrab ornamentado. Bajo el suelo de la cámara principal, donde se encuentran los cenotafios, hay una cámara sepulcral o cripta (que suele estar prohibida a los visitantes).
Además del enterramiento del sultán, el mausoleo contiene las tumbas de sus hijos Mustafá, Mahmud y Yusuf, así como de varias mujeres de su familia y de su niñera.

### Madrasa

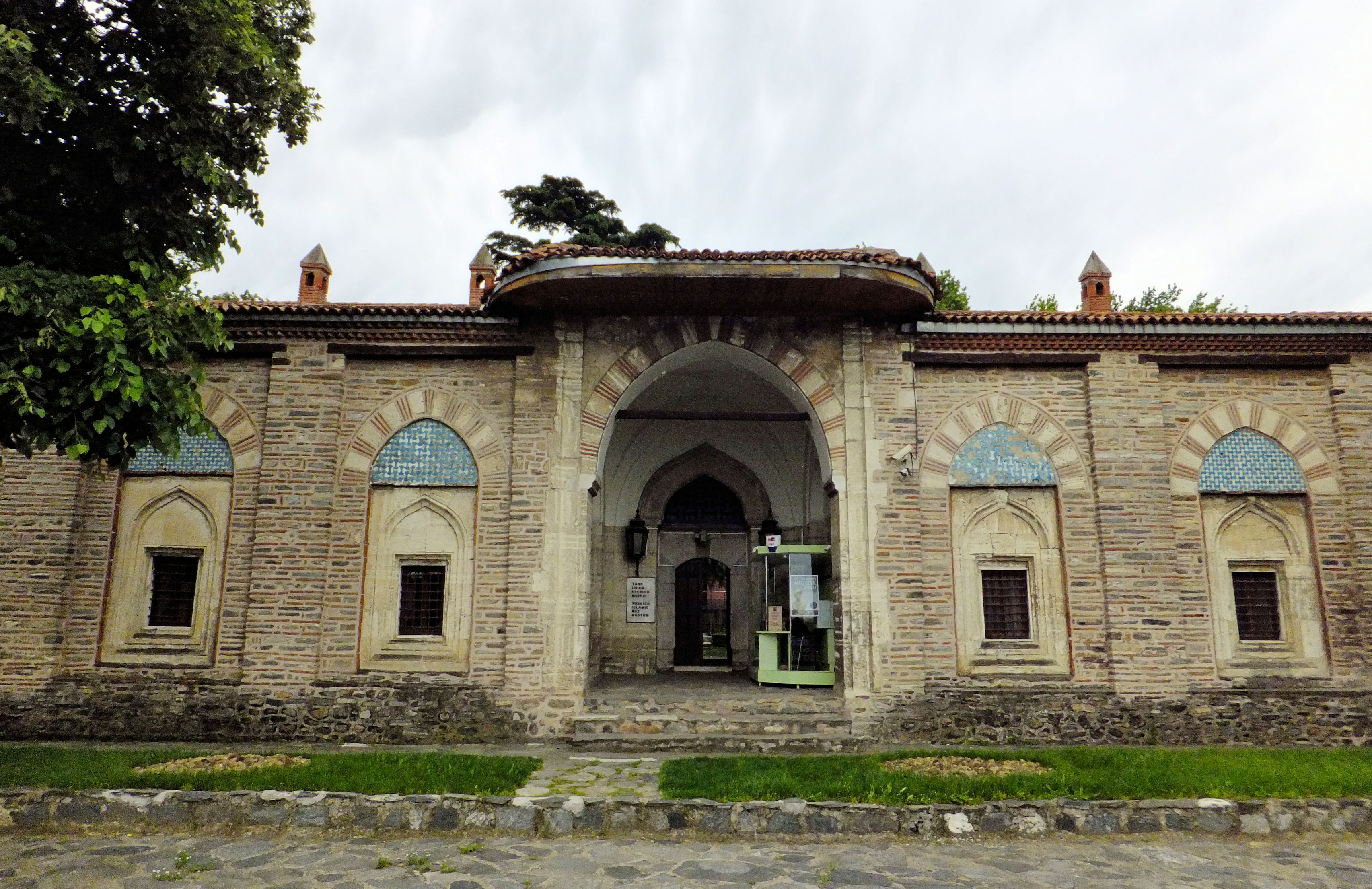
La madrasa (que ahora alberga el Museo de Arte Turco e Islámico de Bursa).

La madrasa del complejo de Mehmed I, situada al suroeste de la mezquita, es un ejemplo bien planificado de las madrasas de patio abierto de este periodo, con similitudes a las madrasas de la época del Seljuk. Tiene un iwán de entrada decorado que conduce a un patio interior. El patio está flanqueado por pórticos porticados en tres de sus lados y un dershane abovedado en el lado opuesto a la entrada. También hay dos pequeños iwanes en los otros dos lados laterales del patio, aunque están detrás de los pórticos. Actualmente alberga el Museo de Arte Turco e Islámico de Bursa.

### Otros
El hammam del complejo se encuentra al este del mausoleo, mientras que el imaret está situado al noreste de aquel. De las estructuras originales de ambos edificios sólo se conservan restos parciales.